# Saison 1925-1926 de la LNH
Saison précédente Saison suivante
La saison 1925-1926 est la neuvième saison de la Ligue nationale de hockey. Sept équipes jouent chacune 36 matchs. La Coupe Stanley est remporté par les Maroons de Montréal qui battent les Cougars de Victoria de la Western Canada Hockey League, champion en titre, 3 matchs à 1.
C'est la première saison pour les Pirates de Pittsburgh et les Americans de New York, ces derniers ayant fait signer les anciens joueurs des Tigers de Hamilton. Les Pirates et les Américains sont alors le deuxième et le troisième club américain à évoluer dans la LNH.

## Saison régulière
Depuis le début de la LNH, Georges Vézina est le gardien attitré des Canadiens de Montréal. Au cours du tout premier match de la saison contre les Pirates, Vézina s'effondre sur la glace en première période. Les docteurs diagnostiquent alors une tuberculose dans un état avancé. Il meurt quatre mois plus tard. 

### Classement
La deuxième et la troisième équipe s'affrontent puis le vainqueur rencontre la meilleure équipe de la saison régulière. Le gagnant obtient le droit de disputer la Coupe Stanley.
| Clt   | Équipe                  | PJ | V  | D  | N | BP | BC  | Pts |
| ----- | ----------------------- | -- | -- | -- | - | -- | --- | --- |
| +001, | Sénateurs d'Ottawa      | 36 | 24 | 8  | 4 | 77 | 42  | 52  |
| +002, | Maroons de Montréal     | 36 | 20 | 11 | 5 | 91 | 73  | 45  |
| +003, | Pirates de Pittsburgh   | 36 | 19 | 16 | 1 | 82 | 70  | 39  |
| +004, | Bruins de Boston        | 36 | 17 | 15 | 4 | 92 | 85  | 38  |
| +005, | Americans de New York   | 36 | 12 | 20 | 4 | 68 | 89  | 28  |
| +006, | St. Patricks de Toronto | 36 | 12 | 21 | 3 | 92 | 114 | 27  |
| +007, | Canadiens de Montréal   | 36 | 11 | 24 | 1 | 79 | 108 | 23  |

- Vainqueur de la saison régulière et qualifié pour la finale du  Trophée Prince de Galles
- Qualifié pour les demi-finales du  Trophée Prince de Galles

### Meilleurs pointeurs
| Joueur         | Équipe                | PJ | B  | A  | Pts |
| -------------- | --------------------- | -- | -- | -- | --- |
| Nels Stewart   | Maroons de Montréal   | 36 | 34 | 8  | 42  |
| Cy Denneny     | Ottawa                | 36 | 24 | 12 | 36  |
| Carson Cooper  | Boston                | 36 | 28 | 3  | 31  |
| Jimmy Herberts | Boston                | 36 | 26 | 5  | 31  |
| Howie Morenz   | Canadiens de Montréal | 31 | 23 | 3  | 26  |
| Jack Adams     | Toronto               | 36 | 21 | 5  | 26  |
| Aurèle Joliat  | Canadiens de Montréal | 35 | 17 | 9  | 26  |
| Billy Burch    | New York              | 36 | 22 | 3  | 25  |
| Hooley Smith   | Ottawa                | 28 | 16 | 9  | 25  |
| Frank Nighbor  | Ottawa                | 35 | 12 | 13 | 25  |

## Séries éliminatoires

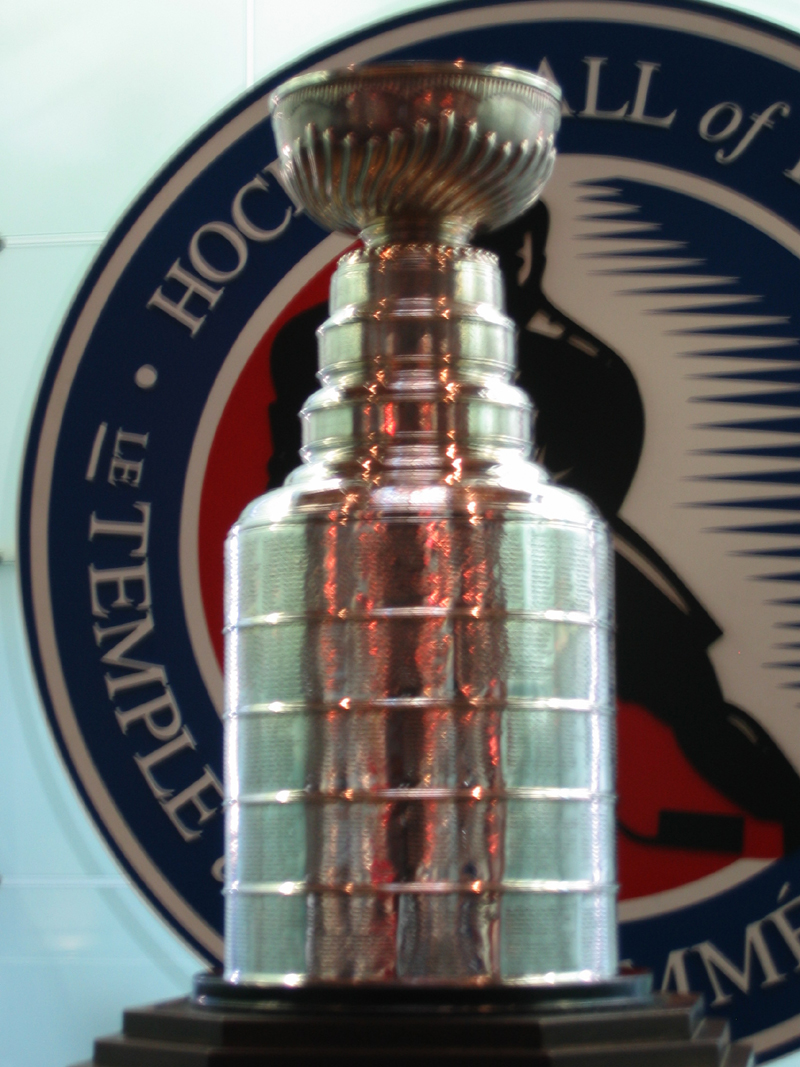
Coupe Stanley

C'est la dernière saison où des équipes extérieures à LNH sont autorisées à concourir pour la Coupe Stanley. Encore une fois les Cougars de Victoria finissent troisièmes de leur ligue mais gagnent le droit de participer aux séries éliminatoires. 

### Trophée Prince de Galles

#### Pirates de Pittsburgh - Maroons de Montréal
- 8 mars : Pittsburgh 1-3 Montréal
- 11 mars : Pittsburgh 3-3 Montréal

Montréal gagne la série au total des buts 6 à 4 et se voit offrir une place en finale contre les Sénateurs d'Ottawa pour le Trophée du Prince de Galles.

#### Maroons de Montréal - Sénateurs d'Ottawa
- 25 mars : Montréal 1-1 Ottawa
- 27 mars : Montréal 1-0 Ottawa

Montréal gagne la série au total des buts 2 à 1 ainsi que le Trophée Prince de Galles et le droit de disputer la finale de la Coupe Stanley contre les champions de la WCHL.

### Finale de Coupe Stanley
Cougars de Victoria - Maroons de Montréal
- 30 mars : Victoria 0-3 Montréal
- 1er avril : Victoria 0-3 Montréal
- 3 avril : Victoria 3-2 Montréal
- 6 avril : Victoria 0-2 Montréal

Pour l'équipe des Maroons, Nels Stewart, surnommé le « Vieux poison  », inscrit six buts en quatre matchs. Les Maroons gagnent la série aux meilleurs des cinq matchs, trois victoires contre une et ils gagnent la Coupe Stanley.

## Honneurs remis aux joueurs et aux équipes
| Trophée           | Joueur        | Équipe              |
| ----------------- | ------------- | ------------------- |
| Trophée Hart      | Nels Stewart  | Maroons de Montréal |
| Trophée Lady Byng | Frank Nighbor | Sénateurs d'Ottawa  |

| Trophée                  | Équipe              |
| ------------------------ | ------------------- |
| Trophée Prince de Galles | Maroons de Montréal |
| Coupe Stanley            | Maroons de Montréal |